# 蓝田瑶族乡
蓝田瑶族乡是中华人民共和国广东省惠州市龙门县下辖的一个民族乡。

## 行政区划
蓝田瑶族乡下辖以下村级行政区划单位：
蓝田瑶族乡社区、上东村、到流村、新星村、蓝田村、红星村、小洞村和社前村。